# Krasni Posiólok (Novopokróvskaya, Krasnodar)
Krasni Posiólok (del ruso: Красный Посёлок) es un jútor del raión de Novopokróvskaya del krai de Krasnodar, en Rusia. Está situado en la orilla izquierda del río Yeya, frente a Kalnibolotskaya, 21 km al noroeste de Novopokróvskaya y 155 km al nordeste de Krasnodar, la capital del krai. Tenía 94 habitantes en 2010.
Pertenece al municipio Kalnibolotskoye.